# Pero periculosaria
Pero periculosaria là một loài bướm đêm trong họ Geometridae.